# Wadi Sidr
El Wadi Sidr (en árabe: وادي السدر‎, romanizado: Wādī As Sidr), es un valle o río seco, con caudal efímero o intermitente, que fluye casi exclusivamente durante la temporada de lluvias, situado al noreste de los Emiratos Árabes Unidos, en los emiratos de Fuyaira y Ras al Jaima. 
Discurre en dirección suroeste desde la zona montañosa situada al este del Jabal Ajila, y al sur de la localidad de Al Jaroof, hasta la confluencia con el Wadi Asimah / Wadi Mawrid, en donde se forma el Wadi Fara.
El wadi riega una zona agrícola fértil, y toma su nombre del árbol sidr, Ziziphus spina-christi, común en las Montañas Al Hayar y apreciado por la miel que se produce a partir de sus flores. 

## Presas y embalses
Aunque todos los wadis de Emiratos suelen ser propensos a inundaciones repentinas, el Wadi Sidr lo es excepcionalmente, y se cita como el que tiene el mayor potencial de inundaciones repentinas (junto con Ain Al Faydah en el Jebel Hafeet).
Para prevenir el peligro de inundaciones repentinas y aumentar el potencial de recarga de aguas subterráneas, se construyeron en 2001, en el cauce del Wadi Siji, antes y después de la localidad de Sidr, dos presas: la Wadi Sidr Dam (A), de 6 metros de altura, con un embalse de 0,01 km² y capacidad de 0,015 millones de metros cúbicos (coordenadas: 25°26'21.4"N 56°07'16.3"E), y la Wadi Sidr Dam (B), de 6,1 metros de altura, con un embalse de 0,0118 km² y capacidad de 0,05 millones de metros cúbicos (coordenadas: 25°27'17.6"N 56°08'01.3"E).

## Toponimia
Nombres alternativos: 	Wadi Seder, Wadi Sider, Wādī Sidr, Wadi Al Sidr, Wādī As Sidir.
El nombre de este wadi aparece mencionado en la documentación y mapas elaborados entre 1950 y 1960 por el arabista, cartógrafo, militar y diplomático británico Julian F. Walker, completados posteriormente por el Ministerio de Defensa del Reino Unido, en mapas a escala 1:100.000 publicados en 1971.
En el Atlas Nacional de los Emiratos Árabes Unidos consta identificado con la grafía Wādī As Sidir.

## Población
El área próxima al Wadi Sidr estuvo poblada por la tribu Sharqiyin, distribuida principalmente por la zona tribal de Suraidat, con grupos de la tribu Mazari y de la zona tribal Shairah.

## Galería

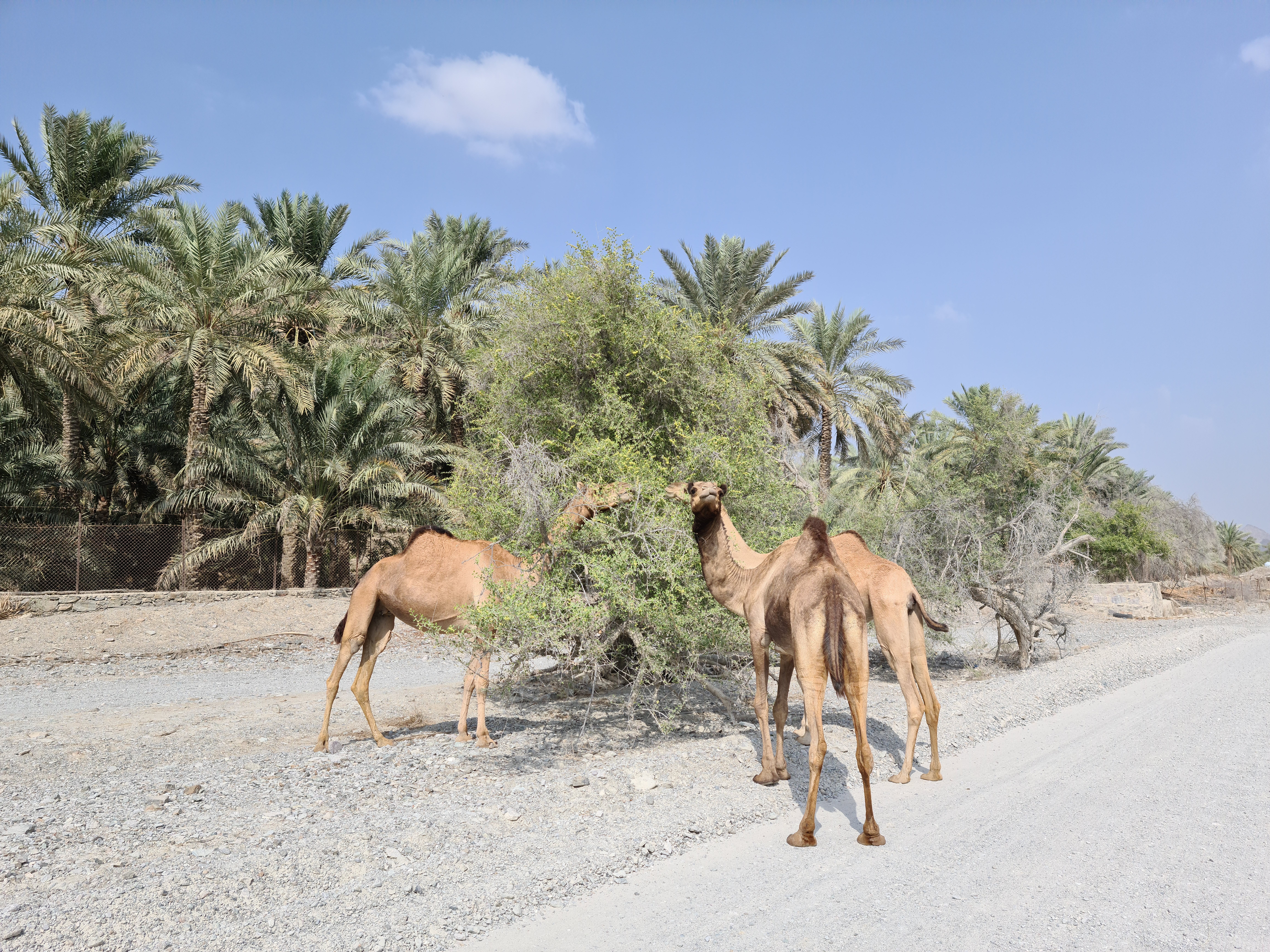
Camellos en el Wadi Sidr
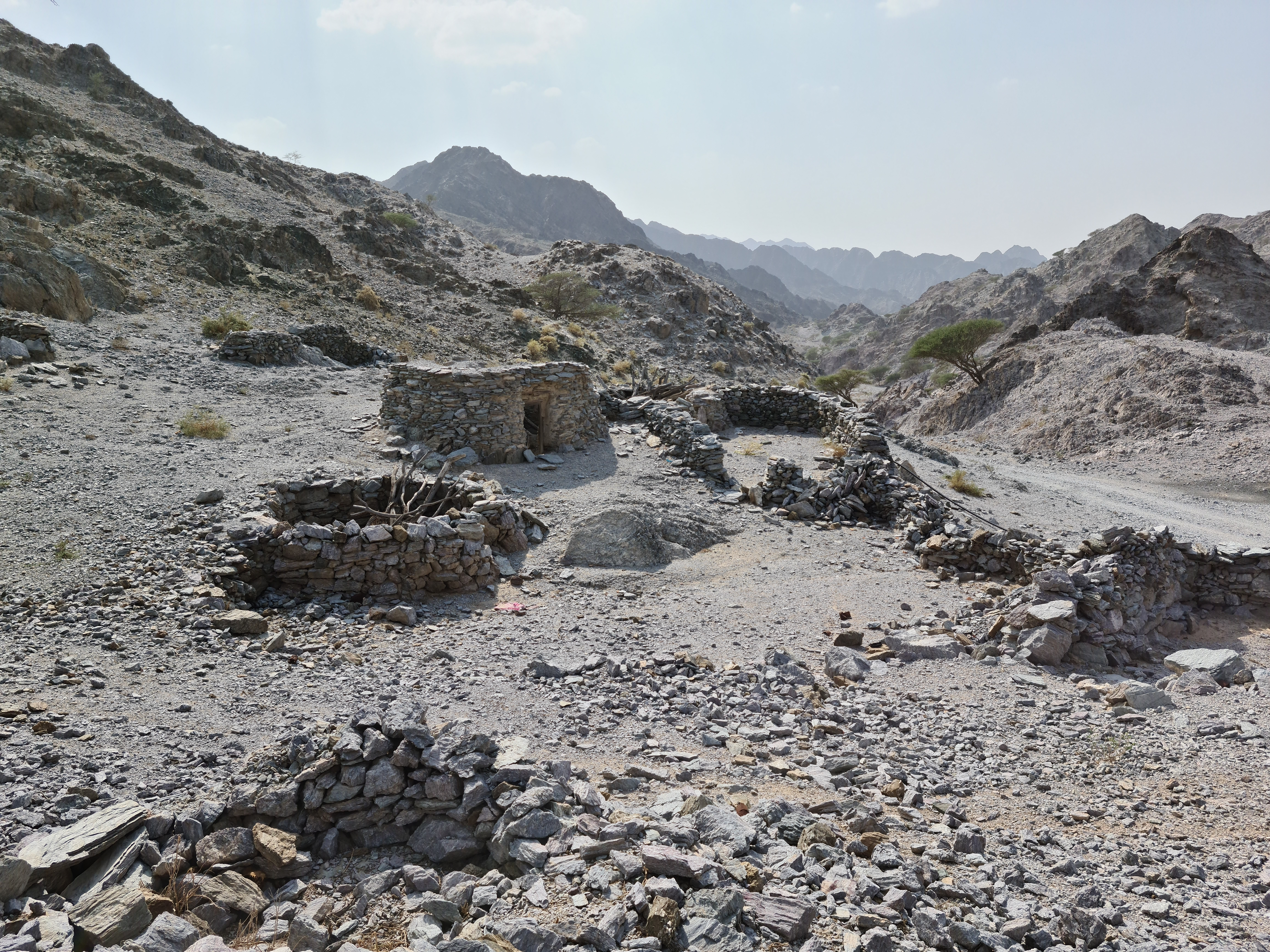
Un pueblo abandonado junto al Wadi Sidr
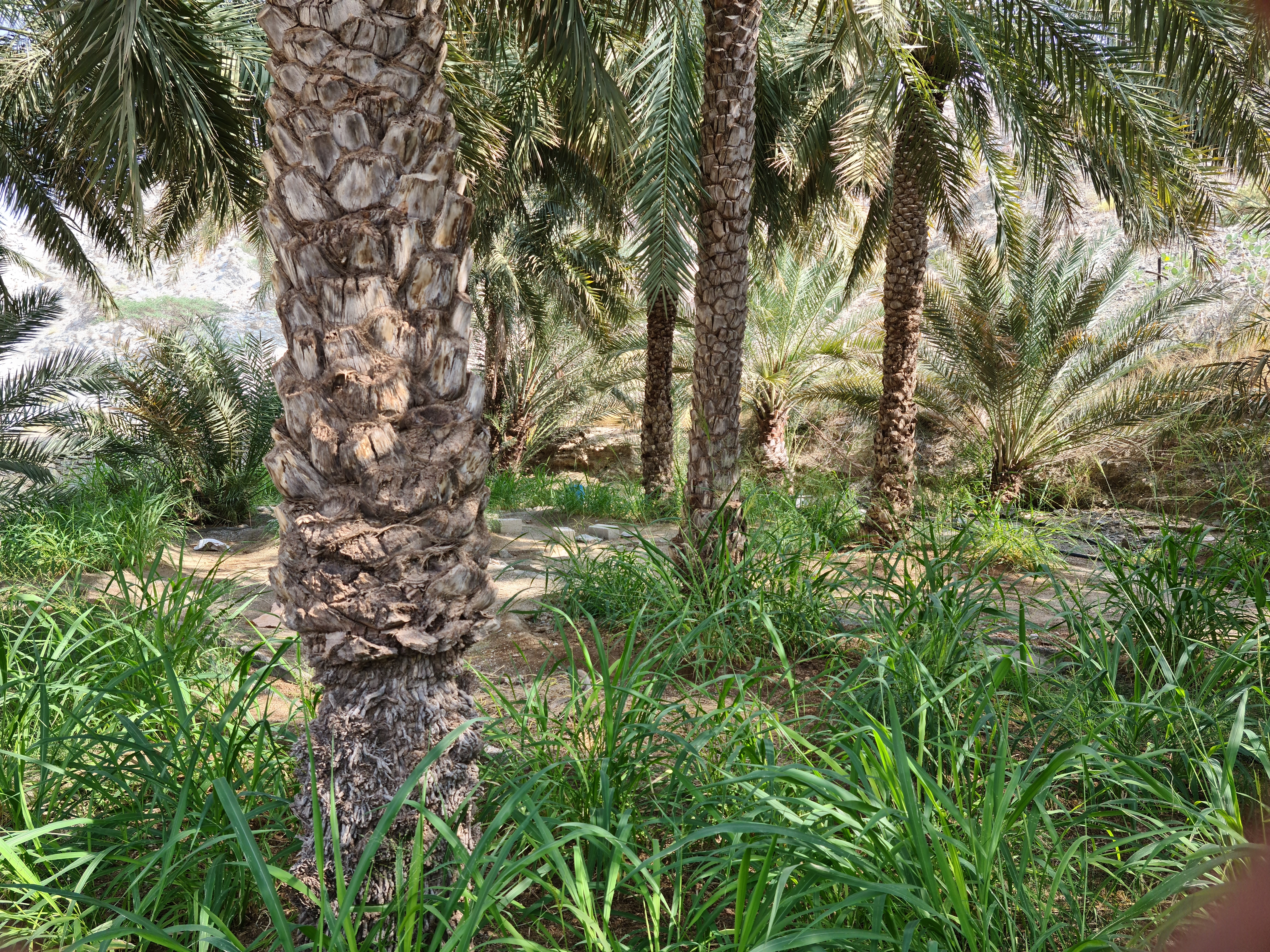
Un huerto de dátiles en el Wadi Sidr